# ムハンマド・ナジーブッラー
ムハンマド・ナジーブッラー（パシュトー語: محمد نجيب الله、Mohammad Najibullah, 1947年8月6日 - 1996年9月27日）は、アフガニスタンの政治家、共産主義者で元革命評議会議長（1987年）、元大統領（1987年 - 1992年）。アフガニスタンに侵攻・駐留した、同じ共産主義国家のソビエト連邦の支援を受けた。
日本の報道や書籍ではほとんどナジブラと表記･呼称されていた。

## 経歴

### 生い立ち
パシュトゥーン系のギルザイ部族連合アフマドザイ部族出身で、部族長の孫としてカーブルで生まれた。父親は南隣のパキスタンで駐ペシャーワル領事を務めた。
青年時代は、怪力のため「牛」の渾名（あだな）が付けられた。ナビブッラー高校を卒業した後、カーブル大学で医学を学んだ。1965年には共産主義政党であるアフガニスタン人民民主党（PDPA）に入党し、パルチャム派に属する。政治活動に携わりながら、1975年に大学を卒業した。1977年には党の中央委員会に入り、幹部となった。

### 亡命
1978年、PDPAによるムハンマド・ダーウード政権打倒のクーデターが成功したが、PDPA内はハルク派とパルチャム派に分かれており、このクーデターで支配権を得たのはハルク派であった。ナジーブッラーは駐イラン大使として首都テヘランに短期間赴任したが、やがて政治の世界から姿を消し、ヨーロッパに亡命した。

### 大統領
1979年、ソ連のアフガン侵攻が起こると首都カーブルに戻り、翌年には秘密警察KHADの長官に任命された。数万人に及ぶアフガン国民がKHADにより逮捕、拷問、処刑されたとされる。1983年、中将。
1986年5月4日、バブラク・カールマル人民民主党書記長が失脚すると、ナジーブッラーは後任の書記長に就任。1987年9月30日、革命評議会議長（元首）に就任。同年11月30日、ロヤ・ジルガにおいて新憲法が採択され、大統領制のアフガニスタン共和国となると、ナジーブッラーが大統領に選出された。
しかし1989年にソ連軍が撤退すると、彼自身が任命したシャフナワーズ・タナイ国防相によるクーデターが発生し、独裁的政治手法を緩めるなど懐柔策をとったが、ムジャーヒディーン勢力の抵抗運動に屈服する。1992年4月15日、カブールにおいて軍事クーデターが勃発し、翌4月16日に大統領職を辞任。国外逃亡を図るも反乱軍に阻止され、結局はカブール市内の国連事務所の庇護下に置かれた。
『アフガン諜報戦争』（邦訳は白水社）によると、最後のソ連軍部隊が引き上げた晩にカブール入りしていたソ連外相エドゥアルド・シェワルナゼはナジーブッラー夫妻と夕食を共にして「モスクワに家を用意する」と亡命を勧めたが、夫人は、母国のつらい運命から逃げたと国民に思われるより、玄関先で殺される方を選ぶと述べて申し出を断ったという。

### 殺害
1996年9月26日にイスラム原理主義勢力ターリバーンがカーブルを制圧して政権を獲得するとナジーブッラーは国連が用意した逃亡用の自動車から引きずり出され、捕縛された。翌日27日、アフガニスタンを混迷に陥れ、神の意思に従わぬ背信者などとして拷問・殺害された。遺体は局部を切り取られた上に市内を車で引きずり回され、吊るし上げられた。ナジーブッラーの側近として国家保安省警護局長を務めていた実弟アフマジャイ将軍も同時に捕縛･殺害され、共に遺体を吊るされた。ナジーブッラー兄弟の遺体は後にアフマドザイ部族が住むパクティヤー州に埋葬された。
その後のターリバーンによる過酷な支配と内戦により、ナジーブッラーは再評価された。